# Bovelino

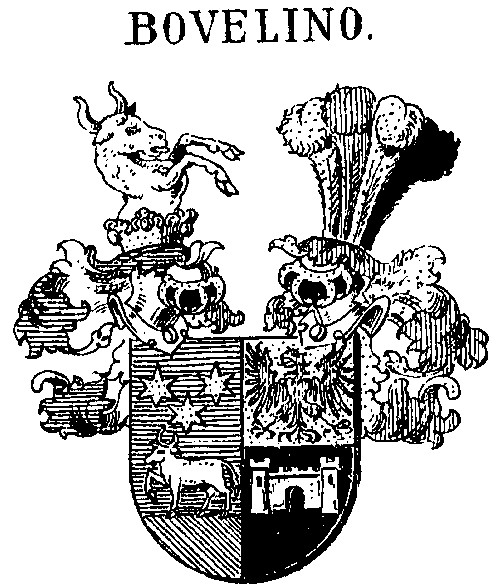
Wappen der Bovelino

Bovelino (auch: Bovollino, Bavolin, Boelini, Boullins) ist ein graubündnerisch-lombardisches Adelsgeschlecht, das sich bis ins 15. Jahrhundert zurückverfolgen lässt.

## Geschichte
Als führende Familie des Misox-Tales leisteten sie dem italienisch-französischen Heerführer Gian Giacomo Trivulzio erbitterten Widerstand. 1525 weigerte sich Gaspare Bovelino, damals oberster Richter des Tales, dem Wunsch des Marchese Trivulzio zu entsprechen und den Verkauf des strategisch wichtigen Castello di Mesocco rückgängig zu machen. Gian Giacomo Trivulzio hatte es an die Bürger von Mesocco verkauft, den Großteil des vereinbarten Preises kassiert, wollte dann aber von der Vereinbarung zurücktreten. Auf Befehl Trivulzios wurde Gaspare Bovelino dafür schließlich verhaftet und wegen Hochverrats von den Burgzinnen geworfen.
Im habsburgisch-französischen Konflikt um die Territorien in Norditalien (1521–1526) ergriffen sie für die Habsburger Partei und blieben seitdem praktisch ununterbrochen im kaiserlich-königlichen Militärdienst. Während der Türkenkriege unter dem Kommando des Feldherren Eugen von Savoyen entsteht eine enge Verbindung mit der steirischen Linie der Grafen Breuner.
Ab 1772 in Galizien. Ab 1916 in Wien und Graz.

## Persönlichkeiten
- Gaspare Bovelino (1472–1525)
- Martino Bovelino (1477–1531), Dichter, Diplomat und Gelehrter. Er wurde in Cantu (Lombardei) auf Befehl der Familie Medici ermordet.
- Wolfgang Russ-Bovelino (1905–1985), Komponist, Dirigent, Musikreferent der Stadt Wien. Als Komponist vor allem  durch seine „Zigeuner-Romanzen“ und die Filmmusik für viele österreichische Spielfilme der späten 1940er- und 1950er-Jahre bekannt.
- Johann Baptist Edler von Bovelino († nach 1793), k.k. Intendant des galizischen Salzverschleißamts. Am 1. November 1793 durch Kaiser Franz II. in den erblichen Adelsstand erhoben („Edler von Bovelino“). Tätig in Pulawy, Lemberg und Lublin.[1]
- Karl Edler von Bovelino (geb. 1807 in Pulawy, † 1867 in Graz), k.k. Offizier, zuletzt Titularmajor im 42. Infanterieregiment. Über 40 Dienstjahre, unter anderem in Hermannstadt, Agram und bei der Militär-Baudirektion. Ausgezeichnet für „Tüchtigkeit, Treue und Gerechtigkeit“.[2]
- Dr. Karl Viktor Russ, geb. Ampolini (geb. 1851 in Graz, † 1913 in Gratwein), Jurist, Beamter und Verwaltungsreformer. Unehelicher Sohn von Karl Edler von Bovelino, 1853 adoptiert durch Wilhelm Anton Russ. Seit 1872 amtlich unter dem Namen „Karl Viktor Bovelino“ geführt. Bezirkshauptmann in Krain und Graz, 1906 zum Hofrat ernannt. Verfasser des Werkes *„Die Reform der politischen Verwaltung“*.[3]
- Andreas Bovelino, österreichischer Journalist und langjähriger Redakteur bei *Kurier Freizeit*. Studium der Philosophie, Theater- und Medienwissenschaften, frühere Tätigkeit als Musiker bei FM4.[4]
- Patrick Manuel Tomasi-Bovelino (geb. 1991 in Linz), österreichischer Medienbeobachter. Beschäftigt sich als Hobby und genealogische Leidenschaft mit der Erforschung der Familienlinien Bovelino und Andrioli sowie ihrer historischen und spirituellen Verflechtungen.[5]

## Wappen
Blasonierung: Gespalten und halb geteilt. Feld 1 in Blau auf grünem Boden ein silberner Ochse, überhöht von drei (2:1) goldenen Sternen; Feld 2 in Gold ein roter Adler; Feld 3 in Schwarz eine silberne Festung mit zwei Türmen und einem offenen Tor. Zwei Helme: Helm I. wachsender silberner Ochse einwärts; die Helmdecken sind blau-silbern. Helm II. vier golden-rot-golden-schwarze Straußenfedern; die Helmdecken sind rot-golden.